# Pépin Lùn
Pippin Trẻ (tiếng Latinh: Pippinus Iunior; 714 – 24 tháng 9 năm 768), đôi khi được viết thành Pepin, còn được biết với biệt danh Pepin Lùn (tiếng Latinh: Pippinus Brevis, tiếng Pháp: Pépin le Bref), hay Pepin III, là người đầu tiên của dòng họ Caroling lên làm vua của Vương quốc Frank từ năm 751 đến 768. Ông là cha của Carolus Magnus và là con của Carolus Martellus.